# Borbély László (hírlapíró)
Borbély László (Budapest, 1968 –) író, újságíró, sportíró.

## Életútja, munkássága
A Kölcsey Ferenc Gimnáziumban érettségizett 1988-ban, majd ez évtől 1995-ig munkatársa volt a Magyar Rádió Szalag- és Felvételtárának. 1995-től 2001-ig különböző lapoknál dolgozott sportújságíróként (Nemzeti Sport, Színes Sport), a nehézatlétikára szakosodott.
1997-től 2001-ig tanult az Eszterházy Károly Főiskola kommunikáció szakán. Első novellái 2002-ben jelentek meg (Szent Mihály lován, Balkezesek, Tizenkilencezer forint) irodalmi folyóiratokban (Havi Magyar Fórum, Lyukasóra, Polísz, Életünk). Az antikvárius c. novellájával 2002-ben nemzetközi nagydíjat nyert az Európai Tárca – Visegrádi Tárca 2002 pályázaton. Csicsa c. drámáját 2003-ban írta, ezt Koncz Gábor színművésznek ajánlotta. Az utca napos oldalán c. kisregénye ebből született, ezt 2004-ben folytatásokban közölte a Lyukasóra c. irodalmi folyóirat.
Első könyve 2005-ben jelent meg, mely két kisregényt (A lándzsa Longinusa, Az utca napos oldalán) tartalmaz. 2004-ben és 2005-ben Az év novellái c. antológiába beválogatták Mire megvirrad és Orbán Margit árnyéka című novelláit, melyek addig irodalmi folyóiratokban jelentek meg.
2005-től több kulturális témájú interjúját és portréját közölte a Helyi Théma c. hetilap. A rivaldától a vérpadig c. portrékötete Dózsa László színművészről 2006-ban jelent meg. Dózsa Lászlóval közösen írt életrajzi regényét, mely a színművész életéről és pályafutásáról szól a Bohóc vérben és vasban c. művét 2007 tavaszán fejezte be. Koncz Gáborral közösen írt, Kaszkadőr nélkül c. életrajzi könyve 2007-ben jelent meg.
2008 és 2011 között a Lyukasóra főmunkatársa volt, 2011-től főszerkesztője a Havi Magyar Fórum nak.

## Társasági tagság
2002 óta tagja a Magyar Írók Egyesületének, 2006 óta pedig a Magyar Írószövetségnek.

## Művei
- A lándzsa Longinusa; Hét Krajcár, Budapest, 2005
- A rivaldától a vérpadig és utána. Dózsa Lászlóval beszélget Borbély László; Kairosz, Budapest, 2006 (Magyarnak lenni)
- Dózsa László–Borbély László: Bohóc vérben és vasban; Kairosz, Budapest, 2007
- Egy önveszélyes ember. Reviczky Gáborral beszélget Borbély László; Kairosz, Budapest, 2007 (Magyarnak lenni)
- Üzenet a ringből. Novellák; Hét Krajcár, Budapest, 2008
- Büntetlenek. Regény; Magyar Írók Egyesülete, Budapest, 2010 (Lyukasóra-könyvek)
- Feszület a ring felett. Novellafüzér; Hét Krajcár, Budapest, 2013
- Tegnap is van, nem csak holnap. Arday Gézával beszélget Borbély László; L'Harmattan, Budapest, 2015
- Finita la commedia. Válogatott és új elbeszélések; Hét Krajcár, Budapest, 2017
- Tények Magyarországról. Magyar sport, sportoló magyarok; Külgazdasági és Külügyminisztérium, Budapest, 2018 (angolul is)
- Bilincstörők. Novellák; Kossuth Klub, Bp., 2019

## Díjak, elismerések
- Aranytoll-díj (2007)